# Marco Käller
Marco Käller, Kaller (Nijmegen, 1956) is een Nederlands kunstschilder, beeldend kunstenaar en ontwerper. 
Zijn werken als olieverfschilderijen, zeef- en staaldruk en beelden van cortenstaal, zijn bijna allemaal te scharen onder nautische kunst.

## Leven en werk
Käller heeft een fascinatie voor water en zeilen. Als jongen zeilde hij in de zijarm van de Maas, bij Maasbommel. De liefde voor het zeilen, maakte dat hij en zijn gezin, 
na een periode in Malden, een plaats aan het Maas-Waalkanaal, verhuisde naar Makkum in Friesland.
Het maritieme schildersleven van Marco Käller begon in Malden. Tijdens een open dag in zijn huis in Malden waar enkele van zijn ontwerpboeken waren in te zien, bleek er grote belangstelling te zijn voor zijn werk. Vanaf dan stopt Käller met lesgeven als parttime docent tekenen, en legde hij zich bijna geheel toe op nautische schilderijen en komt zijn ontwerppraktijk op de tweede plaats. Na zijn verhuizing naar Makkum in 2007 ontstaan zijn eerste cortenstalen organisch uitziende sculpturen.

### Opleiding
- Kunstacademie ’s Hertogenbosch
- Lerarenopleiding TeHaTex Nijmegen,
- ArtEZ Academie voor beeldende kunsten Arnhem
- Toneelschool Arnhem

### Werkzaamheden
- 1981-1992 Theatervormgever
- 1981 tot 1996 parttime docent tekenen aan het Heldring College in Zetten
- Ontwerper van interieurs
- Oprichting met Käthi Habig, zijn echtgenote, van experimenteel theaterhuis in een voormalige Delfts blauw fabriek: Beeldend Theater Spelbeeld in Nijmegen.
- Vanaf 1992 verder als beeldend kunstenaar en vormgever.
- Vestigt zich in 1995 in het atelier aan de Proefsteen te Malden
- Opent in 2007 Gallery Marco Käller in Marina Makkum
- Woont en werkt vanaf 2011 in Makkum, Fryslân.

### Tentoonstellingen
- 2004 – Galerie Maritime, Middelburg
- 2011 – Kunst achter de dijken, Workum
- 2022 – Beeldentuin Beelden in Gees
- 2023 - Beukenhof- Phoenix Galleries , Kluisbergen, België
- 2023 - Galerie & Beeldentuin Kunstaandelek
- Watersport en recreatie beurzen Düsseldorf, Hamburg, HISWA

### Kunstprijzen
- 2021 -  Jakunst Art Award. De beoordelingscommissie komt tot haar keuze door persoonlijke voorkeur en kennis van kijk op kunst:[1]
- 2022 - EuropeArtAward. De prijs wordt toegekend door een vakjury van galeriehouders en kunstverzamelaars.[2]

### Werken (selectie)

#### Sculpturen
- Een tij vereeuwigd, cortenstaal
- Birds Globe, cortenstaal
- Birdman on pillar, cortenstaal
- Curious, cortenstaal
- De Navigator (serie), cortenstaal
- De jutten van Makkum (Makkum, Jachthaven)
- Fisherman (serie), cortenestaal
- Floodnests
- Generaties, (gekantelde zandloper), cortenstaal
- Hanging sloop, cortenstaal
- Jo-Jo sculptuur, cortenstaal
- Kort moment (serie), cortenstaal
- Marine structure (serie), cortenstaal
- New Generations, cortenstaal
- Ribben in het zand, cortenstaal
- Vloednest, cortenstaal
- Vrijdag, (vis) cortenstaal, uniek
- Zeebeest (serie), cortenstaal
- Sculptuur (Buren, Ameland, ’t Nijlan)
- Sculptuur (Nutricia Cuijk fabriek)[3]
- Boomspiegel (Makkum)

#### Schilderijen
- Bisonbaai, serie
- Kop
- Reddingsboei
- Race Aken
- Roest & Water
- Sailing, serie
- Wad, serie
- Zwarte Aak

#### Ontwerpen
- Boothuis
- Uitkijktoren Het Stuurhuis (Makkum) nautisch bouwobject
- Twaalf verrekijkers (Makkum) nautisch bouwobject

Project: Nautische verhalenroute Verdronken Schepen
De nautische verhalen route is een wandeling langs de Súderseewei (straat in Makkum). Twaalf ijzeren verrekijkers vertellen daar oude verhalen van toen de Zuiderzee  er nog was. De scheepvaarroute van Amsterdam naar de Oostzee liep langs de Makkumerwaard. Bij storm kwamen hier regelmatig schepen in nood. Bij iedere verrekijker hoort een verhaal en is in de kijker een afbeelding te zien.
Dit project uit 2015 van Marco Käller, is in opdracht van de provincie Fryslân en gemeente Súdwest-Fryslân ontstaan